# گائتان وارن
گائتان وارن (انگلیسی: Gaëtan Varenne؛ زادهٔ ۲۴ ژوئن ۱۹۹۰) بازیکن فوتبال اهل فرانسه است.
از باشگاه‌هایی که در آن بازی کرده‌است می‌توان به باشگاه فوتبال باستیا اشاره کرد.